# F konektor

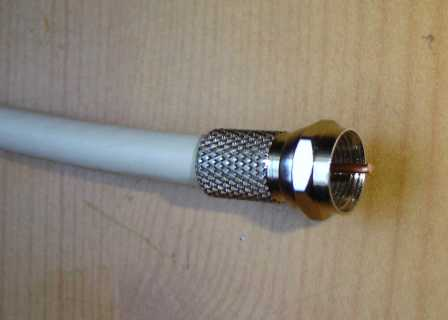
F konektor na koaxiálním kabelu

F konektory jsou kovové anténní konektory jednoduché konstrukce, které umožňují kvalitní a lehce proveditelný spoj anténní techniky a koaxiálních kabelů. Montáž je jednoduchá, zvládne ji i laik.
Konektory jsou používány pro VKV, VHF, UHF, tak i satelitní pásma.